# 81e division de fusiliers (2e formation)
Pour les articles homonymes, voir 81e division.
« 135e brigade de fusiliers (1re formation) » redirige ici. Pour les autres significations, voir 135e brigade.
La 81e division de fusiliers (russe : 81-я стрелковая дивизия) est une division d'infanterie de l'Armée rouge de la Seconde Guerre mondiale.

## Histoire
La première 81e division de fusiliers, anciennement 81e division motorisée, est dissoute en septembre 1942.
En décembre 1941, la 122e brigade de fusiliers est créée en décembre 1941 au sein du district militaire de Stalingrad (ru). Elle est affectée en août 1942 à la 48e armée du front de Briansk. Le 13 octobre 1942, la brigade est augmentée en taille et transformée en 81e division de fusiliers, toujours au sein de la 48e armée du front de Briansk.
La division reçoit le 15 janvier 1944 le titre honorifique Калинковичская (Kalinkotitchskaïa, « de Kalinkovitchi »), en récompense pour la libération de la ville. 
Elle est récompensée de l'ordre du Drapeau rouge le 5 avril 1945 après la libération de Bielsko. Elle reçoit l'ordre de Souvorov, 2e classe, le 25 juillet, après la prise de Cieszyn.
En juin 1945, la division fait partie du 106e corps de fusiliers de la 18e armée. Elle fait partie des vingt-cinq divisions du groupement nord des forces armées soviétiques dissoutes sur place à l'été 1945.

## Composition
Son ordre de bataille est le suivant, :
- 410e régiment de fusiliers
- 467e régiment de fusiliers
- 519e régiment de fusiliers
- 346e régiment d'artillerie
- 240e groupe (divizion) indépendant antichar
- 154e compagnie de reconnaissance
- 196e bataillon de sapeurs
- 625e bataillon indépendant de transmissions (puis 582e après novembre 1944)
- 163e bataillon médical-sanitaire
- 15e compagnie de lutte contre les gaz
- 185e compagnie automobile
- 926e infirmerie vétérinaire divisionnaire
- 1780e bureau de poste de campagne (en)
- 1737e bureau de campagne de la Gosbank.